# Konkurs Piosenki Eurowizji 1991
36. Konkurs Piosenki Eurowizji został rozegrany 4 maja 1991 w Studiu 15 w Cinecittà w Rzymie. Organizatorem konkursu był włoski nadawca publiczny Radiotelevisione italiana (Rai).
Koncert finałowy poprowadzi Toto Cutugno oraz Gigliola Cinquetti. Konkurs wygrała Carola Häggkvist, reprezentantka Szwecji z piosenką „Fångad av en stormvind” autorstwa Stephana Berga, która otrzymała łącznie 146 punktów.

## Lokalizacja

### Wybór miejsca organizacji
Miejscem organizacji początkowo ogłoszono Teatr Ariston w San Remo. Teatr organizował w latach 1977–1989 oraz ponownie od 1991 Festiwal Piosenki Włoskiej w San Remo, który jest jednym z najbardziej popularnych festiwali muzycznych na świecie, oraz pierwowzorem Konkursu Piosenki Eurowizji, przez co organizacja konkursu w San Remo byłaby holdem dla festiwalu i konkursu. Jednak, po inwazji Iraku na Kuwejt, oraz obawie przed napiętą sytuacją polityczną na Bałkanach w ostatniej chwili zmieniono miejsce organizacji z San Remo na Rzym, w celu lepszego zapewnienia bezpieczeństwa delegacjom.  Spowodowało to poważne problemy organizacyjne i opóźnienia.
| Miasto   | Miejsce                | Pojemność |
| -------- | ---------------------- | --------- |
| Rzym     | Studio 15 di Cinecittà | –         |
| San Remo | Teatr Ariston          | 2000      |

## Organizacja
Konkurs w 1991 był szeroko krytykowany z powodu niskiego poziomu organizacji, a ekipa produkcyjna miała opóźnienia w przygotowaniach scenografii, kończąc pracę w dniu koncertu finałowego, przez co uczestnicy mieli mało czasu na próby, co doprowadziło do licznych spięć między włoskimi organizatorami a delegacjami uczestniczących państw. Mimo próśb ze strony Europejskiej Unii Nadawców włoska telewizja odmówiła powierzenia prowadzenia koncertu finałowego osobom posługującym się biegle językiem angielskim i francuskim. Konkurs prowadzili Gigliola Cinquetti i Toto Cutugno, który przez cały czas transmisji mówili niemal wyłącznie w języku włoskim, przez co większość europejskich komentatorów miała spory problem z tłumaczeniem ich wypowiedzi. Nieznajomość języków obcych przez prowadzących znacznie spowolniła przyznawanie punktów w czasie głosowania, a w tłumaczeniu punktacji pomagał im główny inspektor wykonawczy Konkursu Piosenki Eurowizji, Frank Naef.
Podczas występu Caroli reprezentującej Szwecję nagłośnienie w hali uległo awarii, przez co publiczność nie słyszała wykonania konkursowego utworu piosenkarki, „Fångad av en stormvind”. Występ był transmitowany w telewizji bez problemów, dzięki czemu reprezentacja nie musiała powtarzać swojej prezentacji.
Po zakończeniu głosowania Szwecja zajmowała pierwsze miejsce ex aequo z Francją. O zwycięzcy zdecydował zapis regulaminowy wprowadzony w 1989, mówiący o tym, że „jeśli dwa państwa zdobędą identyczną liczbę punktów, to zwycięstwo przypadnie tej piosence, której więcej razy przyznano 12 punktów”. Oba kraje zdobyły taką samą liczbę czterech najwyższych not (tj. 12 punktów), dlatego o końcowym wyniku zdecydowała różnica w liczbie „dziesiątek” (Szwecja otrzymała pięć, a Francja – dwie).

## Kraje uczestniczące
W finale 36. Konkursu Piosenki Eurowizji wzięli udział nadawcy publiczni z 22 krajów. Z udziału w konkursie wycofał się nadawca z Holandii, co spowodowane było organizacją konkursu w Dzień Pamięci Ofiar Wojny. W związku z rezygnacją kraju, do udziału w konkursie dopuszczono telewizję z Malty, która powróciła do stawki konkursowej po 16-letniej przerwie.

### Powracający artyści
Podczas koncertu finałowego wystąpiło kilku wykonawców, którzy uczestniczyli w konkursie w poprzednich latach. Hanne Krogh, członkini zespołu Just 4 Fun reprezentującego Norwegię, wygrała finał konkursu w 1985 (jako członkini duetu Bobbysocks), a także solowo reprezentowała swój kraj w konkursie w 1971. W zespole Just 4 Fun zaśpiewał również Eiríkur Hauksson, który uczestniczył w konkursie w 1986 jako członek islandzkiego zespołu ICY.
Przedstawicielka Szwecji Carola Häggkvist po raz pierwszy wystąpiła w konkursie w 1983. Stefán Hilmarsson, wokalista duetu Stefán & Eyfi, wcześniej wystąpił dla Islandii w finale konkursu w 1988. Austriacki piosenkarz Thomas Forstner po raz pierwszy uczestniczył w barwach kraju podczas konkursu w 1989.

## Wyniki
| L.p. | Państwo         | Język             | Artysta                                    | Piosenka                                | Miejsce | Punkty |
| ---- | --------------- | ----------------- | ------------------------------------------ | --------------------------------------- | ------- | ------ |
| 1    | Jugosławia      | serbsko-chorwacki | Bebi Dol                                   | „Brazil”                                | 21      | 1      |
| 2    | Islandia        | islandzki         | Stefán i Eyfi                              | „Draumur um nínu”                       | 15      | 26     |
| 3    | Malta           | angielski         | Georgina i Paul Giordimaina                | „Could It Be”                           | 6       | 106    |
| 4    | Grecja          | grecki            | Sofia Wosu                                 | „I anixi”                               | 13      | 36     |
| 5    | Szwajcaria      | włoski            | Sandra Simó                                | „Canzone per te”                        | 5       | 118    |
| 6    | Austria         | niemiecki         | Thomas Forstner                            | „Venedig im Regen”                      | 22      | 0      |
| 7    | Luksemburg      | francuski         | Sarah Bray                                 | „Un baiser volé”                        | 14      | 29     |
| 8    | Szwecja         | szwedzki          | Carola                                     | „Fångad av en stormvind”                | 1       | 146    |
| 9    | Francja         | francuski         | Amina Annabi                               | „C’est le dernier qui a parlé a raison” | 2       | 146    |
| 10   | Turcja          | turecki           | İzel Çeliköz, Reyhan Karaca i Can Uğurluer | „İki dakika”                            | 12      | 44     |
| 11   | Irlandia        | angielski         | Kim Jackson                                | „Could It Be That I’m in Love”          | 10      | 47     |
| 12   | Portugalia      | portugalski       | Dulce Pontes                               | „Lusitana paixão”                       | 8       | 62     |
| 13   | Dania           | duński            | Anders Frandsen                            | „Lige der hvor hjertet slår”            | 19      | 8      |
| 14   | Norwegia        | norweski          | Just 4 Fun                                 | „Mrs. Thompson”                         | 17      | 14     |
| 15   | Izrael          | hebrajski         | Duo Datz                                   | „Kan”                                   | 3       | 139    |
| 16   | Finlandia       | fiński            | Kaija Kärkinen                             | „Hullu yö”                              | 20      | 6      |
| 17   | Niemcy          | niemiecki         | Atlantis 2000                              | „Dieser Traum darf niemals sterben”     | 18      | 10     |
| 18   | Belgia          | niderlandzki      | Clouseau                                   | „Geef het op”                           | 16      | 23     |
| 19   | Hiszpania       | hiszpański        | Sergio Dalma                               | „Bailar pegados”                        | 4       | 119    |
| 20   | Wielka Brytania | angielski         | Samantha Janus                             | „A Message to Your Heart”               | 10      | 47     |
| 21   | Cypr            | grecki            | Elena Patroklu                             | „S.O.S.”                                | 9       | 60     |
| 22   | Włochy          | neapolitański     | Peppino di Capri                           | „Comme è ddoce ’o mare”                 | 7       | 89     |

## Tabela punktacyjna finału
|                     |                 | Wyniki   |       |        |            |         |            |         |         |        |          |            |       |          |        |           |        |        |           |                 |      |        |    |    |
| Suma punktów        | Jugosławia      | Islandia | Malta | Grecja | Szwajcaria | Austria | Luksemburg | Szwecja | Francja | Turcja | Irlandia | Portugalia | Dania | Norwegia | Izrael | Finlandia | Niemcy | Belgia | Hiszpania | Wielka Brytania | Cypr | Włochy |    |    |
| Uczestnicy konkursu | Jugosławia      | 1        |       |        | 1          |         |            |         |         |        |          |            |       |          |        |           |        |        |           |                 |      |        |    |    |
| Uczestnicy konkursu | Islandia        | 26       |       |        |            |         | 4          |         |         | 10     |          |            |       |          |        |           |        |        | 5         |                 |      |        |    | 7  |
| Uczestnicy konkursu | Malta           | 106      | 1     |        |            | 2       | 6          | 4       | 10      | 12     | 2        | 7          | 12    | 7        |        | 6         |        |        | 10        | 4               | 6    | 7      |    | 10 |
| Uczestnicy konkursu | Grecja          | 36       | 4     |        | 5          |         |            | 2       |         |        |          |            | 1     |          |        | 1         | 4      | 1      |           | 1               | 5    |        | 10 | 2  |
| Uczestnicy konkursu | Szwajcaria      | 118      | 5     | 5      |            | 7       |            | 8       | 12      | 8      | 4        | 2          | 2     | 6        | 5      | 3         | 8      | 5      | 6         | 12              |      | 8      | 8  | 4  |
| Uczestnicy konkursu | Austria         | 0        |       |        |            |         |            |         |         |        |          |            |       |          |        |           |        |        |           |                 |      |        |    |    |
| Uczestnicy konkursu | Luksemburg      | 29       |       | 4      |            |         |            | 5       |         | 1      |          | 3          |       | 2        | 4      |           |        |        | 3         | 2               |      | 3      | 2  |    |
| Uczestnicy konkursu | Szwecja         | 146      | 6     | 12     |            |         | 10         | 10      | 7       |        |          | 6          | 3     | 10       | 12     | 8         | 10     | 8      | 12        | 10              | 4    | 12     | 6  |    |
| Uczestnicy konkursu | Francja         | 146      | 10    | 7      | 3          | 8       | 7          | 12      |         | 5      |          |            | 7     | 5        |        | 12        | 12     | 10     | 8         | 7               | 8    | 6      | 7  | 12 |
| Uczestnicy konkursu | Turcja          | 44       |       |        | 7          |         |            |         |         |        | 7        |            |       |          | 8      |           | 7      |        |           |                 | 2    | 5      |    | 8  |
| Uczestnicy konkursu | Irlandia        | 47       | 3     |        | 4          |         | 3          | 1       | 8       |        |          | 4          |       |          | 7      |           | 1      | 2      | 2         | 5               |      | 4      |    | 3  |
| Uczestnicy konkursu | Portugalia      | 62       |       | 8      |            | 4       | 1          |         | 2       | 7      | 10       | 5          |       |          | 1      | 2         |        | 7      |           |                 | 10   |        | 4  | 1  |
| Uczestnicy konkursu | Dania           | 8        |       |        |            |         |            |         |         | 3      |          |            |       |          |        | 5         |        |        |           |                 |      |        |    |    |
| Uczestnicy konkursu | Norwegia        | 14       |       | 6      |            |         |            |         | 1       |        |          | 1          |       |          | 2      |           |        |        | 4         |                 |      |        |    |    |
| Uczestnicy konkursu | Izrael          | 139      | 12    | 10     | 8          | 5       | 8          |         | 5       | 6      | 3        | 12         | 8     | 4        | 10     | 7         |        | 6      |           | 8               | 12   | 10     | 5  |    |
| Uczestnicy konkursu | Finlandia       | 6        |       | 1      |            | 1       |            |         |         |        |          |            | 4     |          |        |           |        |        |           |                 |      |        |    |    |
| Uczestnicy konkursu | Niemcy          | 10       |       |        |            |         |            |         |         |        |          |            |       |          | 6      |           |        |        |           |                 | 1    |        | 3  |    |
| Uczestnicy konkursu | Belgia          | 23       |       |        |            |         |            | 3       |         | 2      | 5        |            |       |          |        |           |        | 3      |           |                 | 3    | 2      |    | 5  |
| Uczestnicy konkursu | Hiszpania       | 119      | 8     | 2      | 6          | 10      | 12         | 7       | 6       | 4      | 6        | 8          | 6     | 8        |        | 4         | 2      | 4      | 7         | 6               |      | 1      | 12 |    |
| Uczestnicy konkursu | Wielka Brytania | 47       |       |        | 10         | 3       | 5          | 6       | 3       |        | 1        |            |       | 1        | 3      |           | 5      |        |           | 3               |      |        | 1  | 6  |
| Uczestnicy konkursu | Cypr            | 60       | 2     | 3      | 12         | 12      |            |         | 4       |        | 12       |            | 5     | 3        |        |           | 6      |        | 1         |                 |      |        |    |    |
| Uczestnicy konkursu | Włochy          | 89       | 7     |        | 2          | 6       | 2          |         |         |        | 8        | 10         | 10    | 12       |        | 10        | 3      | 12     |           |                 | 7    |        |    |    |